# ميخائيل كينيدي (سياسي)
ميخائيل كينيدي (بالإنجليزية: Michael Kennedy)‏ هو سياسي أيرلندي، ولد في 1 فبراير 1949 في جمهورية أيرلندا. حزبياً، نشط في فيانا فايل. في الانتخابات العمومية الأيرلندية 2007 ‏، انتخب نائب دييل عن دائرة Dublin North (Dáil constituency) ‏ وقد انضم خلال فترته النيابية ‏ (14 يونيو 2007 – 1 فبراير 2011) للكتلة البرلمانية فيانا فايل.